# Dendronephthya magna
Dendronephthya magna is een zachte koraalsoort uit de familie Nephtheidae. De koraalsoort komt uit het geslacht Dendronephthya. Dendronephthya magna werd in 1960 voor het eerst wetenschappelijk beschreven door Tixier-Durivault & Prevor. 